# Kościół św. Mateusza w Ogrodzonej
Kościół św. Mateusza – zabytkowy parafialny kościół rzymskokatolicki znajdujący się w Ogrodzonej przy ul. Kościelnej. Kościół należy do dekanatu goleszowskiego diecezji bielsko-żywieckiej.
Kościół św. Mateusza został wpisany do rejestru zabytków pod numerem 724/96 decyzją z dnia 22 lipca 1996 roku (w 2020 roku przepisany do rejestru zabytków województwa śląskiego pod numerem 642/2020).

## Historia
Kościół wybudowany został w 1855 roku, zastąpił wcześniejszy kościół z 1529 roku, który został rozebrany w 1856 roku. 
W 1899 roku w kościele zamontowano organy, w 1924 roku dwa dzwony (zarekwirowane podczas II wojny światowej). W roku 1935 do budynku doprowadzono prąd elektryczny. Nowy ołtarz główny wykonany został w 1936 roku przy okazji gruntownego remontu wnętrza świątyni. W czasie remontu prowadzonego w latach 1961–1965 przerobiono okna kościoła z półkolistych na okrągłe.

## Architektura
Kościół jest jednonawowy, wybudowany na planie zbliżonym do wydłużonego prostokąta. Wymurowany z kamienia i cegły, otynkowany. Od strony fasady wieża wtopiona w bryłę budynku nakryta jest wysokim dachem wieżowym.
Fasada jednoosiowa z portalem zwieńczonym frontonem. Nad nim znajduje się okrągłe okno. Narożniki fasady, oraz pozostałych elewacji, akcentują pilastry dźwigające belkowanie. W elewacjach bocznych nawy znajdują się duże okrągłe okna z wypełnieniem witrażowym.
Nawa i prezbiterium nakryte sklepieniami żaglastymi na gurtach. W części tylnej nawy chór muzyczny wsparty na filarach.